# Due bambini molestano un gatto
Due bambini molestano un gatto (denominato anche Due bambini giocano con un gatto) è un dipinto di Annibale Carracci.

## Storia
Dopo un articolato percorso collezionistico il dipinto venne collocato sul mercato antiquario nel 1994 e in quell'occasione acquistato dal Metropolitan Museum of Art di New York.
Benché oggi sia ampiamente condivisa la spettanza della tela ad Annibale (già riconosciutagli da Roberto Longhi) non sono mancate in passato attribuzioni ad Agostino Carracci.
La datazione dell'opera è basata solo su considerazioni stilistiche: mancano infatti documenti che ne attestino le circostanze di committenza e che quindi forniscano notizie più sicure sulla data di esecuzione. 
In forza di tali considerazioni il dipinto è ascritto alla fase ancora sostanzialmente giovanile di Annibale Carracci, quella in cui il pittore bolognese, almeno secondo le attuali conoscenze, ha dimostrato maggior interesse per la pittura di genere. La percepibile matrice veneta (tintorettesca) ne suggerisce comunque una collocazione sul finire dell'ottavo decennio del Cinquecento, periodo in cui è certo che Annibale abbia soggiornato per qualche tempo a Venezia.

## Descrizione e stile

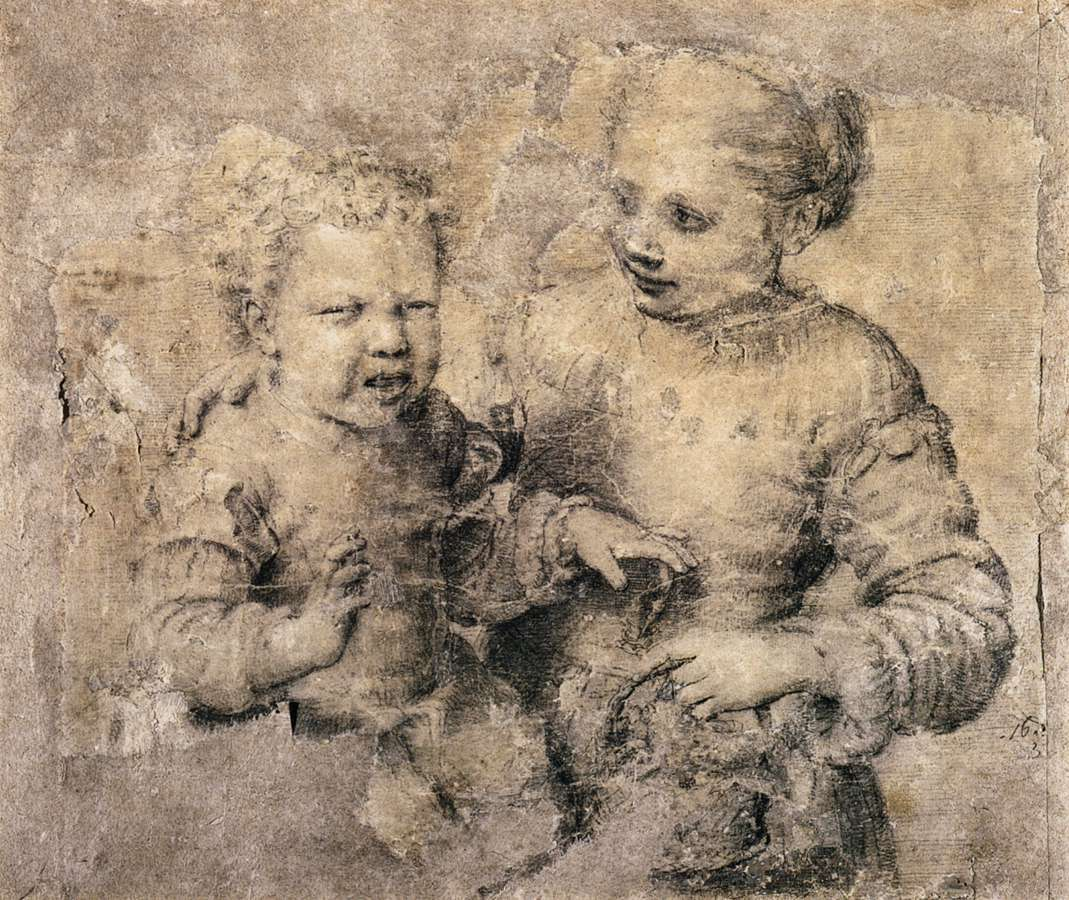
Sofonisba Anguissola, Fanciullo morso da un gambero, 1554 ca., Napoli, Museo di Capodimonte

Il dipinto mostra due bambini intenti a un tiro dispettoso escogitato ai danni di un gatto. Il ragazzino, infatti, ha in mano un gambero nella cui chela sta infilando l'orecchio destro del malcapitato felino, che già ha assunto una posizione guardinga.
I due sono tutti concentrati sull'evento e già pregustano lo scoppio di risa cui si abbandoneranno (o pensano abbandonarsi) quando il gambero stringerà la chela.
La composizione di Annibale è stata messa in relazione ad un dipinto di Sofonisba Anguissola, ora perduto e noto solo attraverso un celebre disegno preparatorio, raffigurante un Fanciullo morso da un gambero.
Lo stesso disegno dell'Anguissola si ritiene sia stato la fonte di ispirazione di Caravaggio per il suo Ragazzo morso da un ramarro.
Rispetto a queste altre opere però, pur nell'analogia del tema, Annibale ha scelto un momento diverso dell'episodio.
Mentre nel disegno di Sofonisba e nel dipinto del Merisi è raffigurata l'inevitabile conclusione dell'incauto gioco e già i protagonisti ne pagano le conseguenze, nella tela di Annibale domina un effetto di sospensione in attesa del clamore che si produrrà tra un attimo, quando il gatto sarà “morso”.
È stato ipotizzato che, pur in chiave umoristica, nell'opera si celi il blando ammonimento morale (sull'esempio di molti dipinti di scuola fiamminga derivati da proverbi locali) a tener conto delle possibili conseguenze  – in questo caso la reazione del gatto – di azioni sventate.
Il dipinto dovette riscuotere particolare apprezzamento in area bolognese come comprovano alcune opere che si ritiene derivino dalla composizione di Annibale. Tra queste si segnala una tela di Giuseppe Maria Crespi, raffigurante una Ragazza che gioca con un gatto e un topolino (1695-1700, Fitzwilliam Museum).